# Plestiodon marginatus
Espèce
Synonymes
- Eumeces marginatus (Hallowell, 1861)

Plestiodon marginatus est une espèce de sauriens de la famille des Scincidae.

## Répartition
Cette espèce est endémique de l'archipel Nansei au Japon. Elle se rencontre dans les îles Tokara, les îles Amami et l'archipel Okinawa.

## Taxinomie
La sous-espèce Plestiodon marginatus oshimensis a été élevée au rang d'espèce et les sous-espèces Plestiodon marginatus amamiensis et Plestiodon marginatus kikaigensis sont considérées comme synonymes de cette dernière.

## Publication originale
- Hallowell, 1861 "1860" : Report upon the Reptilia of the North Pacific Exploring Expedition, under command of Capt. John Rogers, U. S. N. Proceedings of the Academy of Natural Sciences of Philadelphia, vol. 12, p. 480-510 (texte intégral).